# Hezekiel Romeo
Hezekiel Romeo (* 27. April 1994) ist ein Leichtathlet aus Trinidad und Tobago, der sich auf das Kugelstoßen spezialisiert hat.

## Sportliche Laufbahn
Erste Erfahrungen bei internationalen Wettkämpfen sammelte Hezekiel Romeo im Jahr 2010, als er bei den Jugendzentralamerika- und Karibikmeisterschaften in Santo Domingo mit einer Weite von 17,46 m die Goldmedaille mit der 5-kg-Kugel gewann. Im Jahr darauf belegte er bei den CARIFTA Games in Montego Bay mit 16,78 m den vierten Platz in der U20-Altersklasse und anschließend gelangte er bei den Jugendweltmeisterschaften nahe Lille mit 18,62 m auf Rang neun. Kurz darauf belegte er bei den Panamerikanischen Juniorenmeisterschaften in Miramar mit 17,45 m den fünften Platz, ehe er im September mit 17,97 m die Bronzemedaille bei den Commonwealth Youth Games in Douglas gewann. 2012 gewann er bei den CARIFTA Games in Hamilton mit 17,95 m die Bronzemedaille mit der 6-kg-Kugel und anschließend schied er bei den Juniorenweltmeisterschaften in Barcelona mit 17,50 m in der Qualifikationsrunde aus. Im Jahr darauf siegte er mit 18,66 m bei den CARIFTA Games in Nassau und 2015 gelangte er bei den NACAC-Meisterschaften in San José mit 17,43 m auf Rang sieben. Im Jahr darauf wurde er bei den U23-NACAC-Meisterschaften in San Salvador mit 17,60 m Sechster und 2018 gelangte er bei den Zentralamerika- und Karibikspielen in Barranquilla mit 18,57 m auf Rang sechs und anschließend belegte er bei den NACAC-Meisterschaften in Toronto mit 18,01 m den siebten Platz. 2023 wurde er dann bei den Zentralamerika- und Karibikspielen in San Salvador mit 18,42 m Fünfter.
In den Jahren von 2015 bis 2017 sowie 2022 und 2023 wurde Romeo trinidadisch-tobagischer Meister im Kugelstoßen.